# كبلر-78b

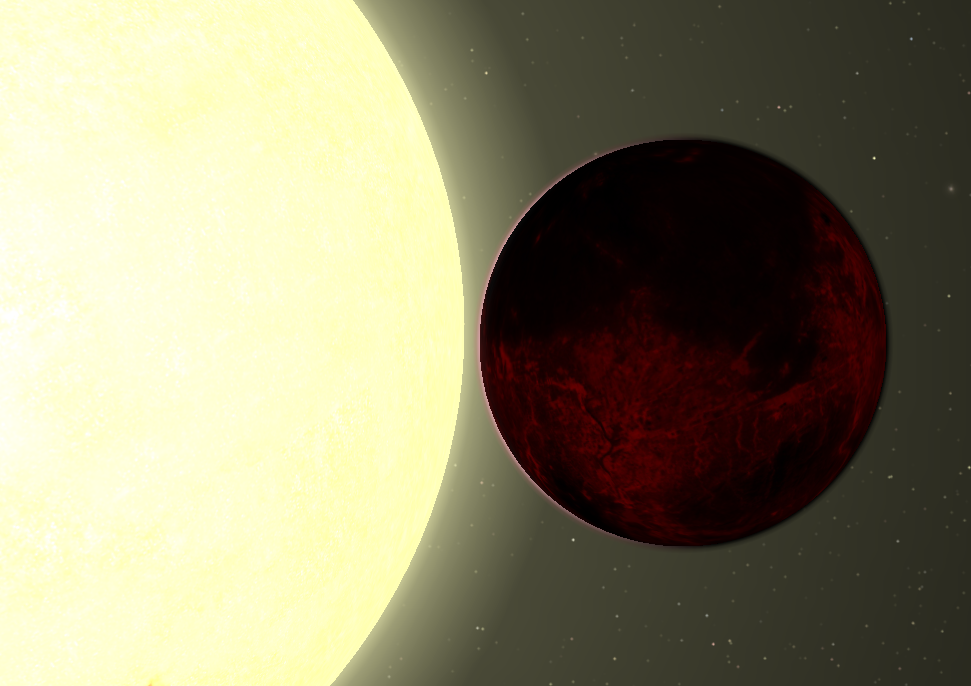
صورة لكوكب كيبلر-78 - بي من سيليستيا

كيبلر-78-بي (المعروف سابقاً بأسم KIC 8435766 b) هو كوكب خارج المجموعة الشمسية يدور حول نجم كيبلر 78 ويبعد عن الأرض حوالي 400 سنة ضوئية

## خصائصه
كوكب كيبلر 78بي يزيد حجمه عن الأرض بحوالي 20% ويكمل دورة كامل حول نجمه في 8.5 ساعات ونظراً لمداره الشمسي فهو قريب للغاية من نجمه أي حوالي 40 مره من عطارد إلى الشمس وتبلغ درجة حرارة سطح الكوكب من (2,030) إلى (3100) درجة مئوية، قد يكون حجمه يشبة حجم الأرض ولكن لك أن تتصور كوكباً من الحمم بسبب درجة حرارته العالية وشارك فريقان لتقدير كتلة الكوكب وقدرت كتلته بـ 1.86 من كتلة الأرض وربما يدل ذلك على تكونه من الصخور والحديد، ويصعب قياس جاذبية الكوكب وذلك بسبب تمايله في فلك نجمه وقال الفلكي ديمبتار: من المؤكد أن كوكب الحمم هذا لا يمكن ان يبقى في مداره لفترة طويلة حيث مقدر له أن يبتلعه نجمه قريباً جداً أي بعد حوالي 3 مليارات سنه.

## أكتشافة
تم أكتشاف هذا الكوكب في 2013 من خلال تحليل بيانات تلسكوب الفضاء كيبلر وأيضاً تم الكشف عنه من خلال انعكاس ضوء نجمه في مراحله المدارية، كما غاب في البداية عن تحليل البيانات التلقائي بسبب قصر قترة ظهوره أمام نجمه.